# Stina Elliot
Ingeborg Kristina (Stina) Teresia Elliot, född 6 juli 1884 i Stockholm, död där 26 juni 1946, var en svensk målare.
Stina Elliot var dotter till juristen Erik Elliot och Carolina Lovisa Hildegard Sofia Stråle af Ekna. Hon studerade i fyra års tid för Carl Wilhelmson samt i Paris och Italien. Hon ställde ut separat på Gummesons konsthall i Stockholm 1942. Hennes konst består av blommor, landskap och stadsmiljöer från Gamla stan och utsikten över Strömmen sedd från Katarinahöjden samt småstadsidyller. Elliot är begravd på Norra begravningsplatsen utanför Stockholm.